# Santuario de San Pedro Bautista
El Santuario de San Pedro Bautista o la Iglesia de San Francisco del Monte (antes llamada Parroquia de San Pedro Bautista), se encuentra en una tierra considerada por los locales sagrada debido a que su Santo Patrón, San Pedro Bautista, vivió su vocación misionera y oró por el "pueblo de Dios" aquí. Es la segunda iglesia más antigua de Filipinas.
La parroquia pertenece a la diócesis de Cubao en el Vicariato de San Pedro Bautista. También es bajo el cuidado de la Orden de los Frailes Menores (OFM, también conocidos como franciscanos), de la Provincia Franciscana de San Pedro Bautista.
Cuando San Pedro Bautista fue elegido Custodio o superior de todos los franciscanos de Filipinas, vio la necesidad de un lugar apartado donde los misioneros pudieran recargarse física, mentalmente y espiritualmente. Viajó al norte de Intramuros (Ciudad amurallada de Manila) y fundó la zona de San Francisco del Monte el 17 de febrero de 1590.
Fray Pedro Bautista construyó un pequeño convento y una capilla de bambú y nipa. Él dedicó la capilla a Nuestra Señora de Montecelli. En 1699, una iglesia de piedra fue construida y el convento fue reestructurado. La capilla fue dedicada los nuevos beatos Pedro Bautista y sus compañeros mártires.